# الكتلة الإسلامية (مصر)
الكتلة الإسلامية هو تحالف حزبي إسلامي في مصر أنشئ في 23 أكتوبر 2011، ويضم أحزاب النور والأصالة والبناء والتنمية، والتي توصف بالسلفية.

## تصريحات
- أكد كل من حزب الأصالة وحزب البناء والتنمية أن «التحالف ليس موجهاً ضد أي تحالف آخر، ويهدف لتحقيق النهضة المصرية على أساس الهوية الإسلامية من خلال مشروع وطني يشارك فيه كل أبناء مصر» [3][3]
- صرح حزب البناء والتنمية في بيان له أنه كان يسعى لتكوين تحالف واسع يضم كافة القوى السياسية الإسلامية والليبرالية واليسارية، لكن الدعوة لم يقبل بها الجميع، ما جعل الحزب يقرر الدخول في التحالف الديمقراطي، لكن مع بدء المفاوضات الأولية وجد أن «التحالف الديمقراطي بدأ في التلاشي بعد انسحاب العديد من الأحزاب الإسلامية والليبرالية واليسارية بعد أن تأكدت جميع الأحزاب المختلفة أن التحالف الديمقراطي يفتقر إلى آلية تشاورية صحيحة تتيح الوصول إلى تنسيق انتخابي يحقق تمثيلاً عادلاً للأحزاب السياسية»، فقرر الدخول في تحالف الكتلة الإسلامية.[1]

## القوى السياسية المشاركة
- حزب النور
- حزب الأصالة
- حزب الفضيلة
- حزب البناء والتنمية
- حزب التغيير والتنمية[بحاجة لمصدر]
- الحزب العربي للعدل والمساواة[بحاجة لمصدر]

## وصلات خارجية
- "يعلن حزب الأصالة عن توصله لاتفاق مع حزب النور على التحالف الانتخابي". حزب الأصالة. مؤرشف من الأصل في 2020-03-26. اطلع عليه بتاريخ 2011-11-03.